# Slobodan Živojinović
Slobodan Živojinović (Belgrado, 23 de Julho de 1963) é um ex-tenista profissional iugoslavo.

## ATP Títulos (10)

#### Simples (2)
| Legenda                |
| Grand Slam (0)         |
| Tennis Masters Cup (0) |
| ATP Tour (2)           |

| N. | Data              | Torneio           | Piso     | Oponente            | Placar           |
| 1. | Novembro 17, 1986 | Houston, EUA      | Carpete  | Scott Davis         | 6–1, 4–6, 6–3    |
| 2. | Outubro 10, 1988  | Sydney, Austrália | Duro (i) | Richard Matuszewski | 7–6(8), 6–3, 6–4 |

#### Duplas (8)
| Legenda                |
| Grand Slam (1)         |
| Tennis Masters Cup (0) |
| ATP Tour (7)           |

| N. | Data               | Torneio            | Piso    | Parceiro       | Oponentes                       | Placar                  |
| 1. | Julho 8, 1985      | Boston, EUA        | Duro    | Libor Pimek    | Peter McNamara Paul McNamee     | 2–6, 6–4, 7–6           |
| 2. | Março 17, 1986     | Brussels, Bélgica  | Carpete | Boris Becker   | John Fitzgerald Tomáš Šmíd      | 7–6, 7–5                |
| 3. | Março 24, 1986     | Roterdã, Holanda   | Carpete | Stefan Edberg  | Wojtek Fibak Matt Mitchell      | 2–6, 6–3, 6–2           |
| 4. | Agosto 26, 1986    | US Open, Nova York | Duro    | Andrés Gómez   | Joakim Nyström Mats Wilander    | 4–6, 6–3, 6–3, 4–6, 6–3 |
| 5. | Março 23, 1987     | Bruxelas, Bélgica  | Carpete | Boris Becker   | Chip Hooper Mike Leach          | 7–6, 7–6                |
| 6. | Março 30, 1987     | Milan, Itália      | Carpete | Boris Becker   | Sergio Casal Emilio Sánchez     | 3–6, 6–3, 6–4           |
| 7. | Outubro 8, 1988    | Tokyo, Japão       | Carpete | Andrés Gómez   | Boris Becker Eric Jelen         | 7–5, 5–7, 6–3           |
| 8. | Fevereiro 12, 1990 | Bruxelas, Bélgica  | Carpete | Emilio Sánchez | Goran Ivanišević Balázs Taróczy | 7–5, 6–3                |